# Hjelmshoved
Hjelmshoved ist eine seit Ende der 1960er Jahre unbewohnte dänische Insel in der „Dänischen Südsee“, südlich von Fyn (dt.: Fünen) unmittelbar nördlich der Insel Hjortø gelegen. Die Insel gehört zur Kirchspielsgemeinde (dän.: Sogn) Drejø Sogn, die bis 1970 zur Harde Harde Sunds Herred im damaligen Svendborg Amt gehörte, danach zur „alten“ Svendborg Kommune im Fyns Amt, und seit der Kommunalreform zum 1. Januar 2007 gehört es zur „neuen“ Svendborg Kommune in der Region Syddanmark.
Hjelmshoved liegt etwa drei Meter über dem Meeresspiegel und ist eine 18 Hektar große Moräneninsel 150 Meter nördlich der Insel Hjortø.
Die Fährverbindung Marstal–Birkholm zwischen Marstal und der Insel Birkholm wurde bereits 1882 als Postbootlinie eingerichtet. Das Boot transportierte auch Vorräte und Fahrgäste. Postbootführer Jørgen Rasmussen bediente mit seinem Postboot in dieser Zeit die damals noch bewohnte Insel.